# ミハイル・リツキー
ミハイル・ヴィクトロヴィチ・リツキー（ロシア語: Михаил Викторович Лидский; ラテン文字表記例：Mikhail Viktorovich Lidsky 1968年12月21日 - ）は、旧ソ連出身のピアノ奏者。

## 経歴
出生から修学期
1968年、モスクワで数学者・ヴィクトル・リツキーの息子として生まれた。5歳よりピアノをはじめ、1975年からグネーシン音楽学校でマリナ・マルシャークにピアノを師事。1978年からヴラディーミル・トロップの下で研鑽を積んだ。13歳の時にオーケストラと共演し、15歳からソロリサイタルを開催。1987年にグネーシン音楽大学に入学し、引き続きヴラディーミル・トロップに師事。
1989年、キスロヴォツクで開催された全ソ連音楽コンクールでプロコフィエフのピアノ協奏曲第2番を演奏して優勝。1991年4月、23歳の時にモスクワ音楽院大ホールで演奏家としてデビューを飾り、同年6月にはイギリスでも公演。1992年にグネーシン音楽大学を卒業。
演奏家ならびに教育者として
日本との関係では、1994年には初来日。1996年からモスクワ音楽院のエリソ・ヴィルサラーゼの助手となり、2003年に講師に昇格した。

## 受賞・栄典
- 1989年：全ソ連音楽コンクール優勝。ロシア音楽協会賞も受賞。
- 2024年：ロシア連邦名誉文化労働者（ロシア語版）。ロシアの文化と芸術の発展への多大な貢献と長年にわたる実りある創造活動に対して。

## 家族・親族
- 父：ヴィクトル・リツキーは数学者。
- 母：インナ・ベルンシュタイン(Бернштейн, Инна Максимовна)は翻訳家。